# Paraphymatoceros skottsbergii
Paraphymatoceros skottsbergii là một loài rêu trong họ Anthocerotaceae. Loài này được Stephani Stotler mô tả khoa học đầu tiên năm 2008.